# Route impériale 67
De Route impériale 67 of De Liège à Utrecht (Van Luik naar Utrecht) was een Route impériale in België en Nederland. De route is opgesteld per keizerlijk decreet in 1811 en lag toen geheel binnen het Franse Keizerrijk. Na de val van Napoleon Bonaparte kwam de route buiten Frankrijk te liggen en verviel het nummer. 

## Route
De route liep vanaf Luik via Tongeren, Hasselt, Eindhoven, 's-Hertogenbosch en Zaltbommel naar Utrecht. Tegenwoordig lopen over dit traject de Belgische N20 en N74 en de Nederlandse N69 en A2.
1 · 2 · 3 · 4 · 5 · 6 · 7 · 8 · 9 · 10 · 11 · 12 · 13 · 14 · 15 · 16 · 17 · 18 · 19 · 20 · 21 · 22 · 23 · 24 · 25 · 26 · 27 · 28 · 29 · 30 · 31 · 32 · 33 · 34 · 35 · 36 · 37 · 38 · 39 · 40 · 41 · 42 · 43 · 44 · 45 · 46 · 47 · 48 · 49 · 50 · 51 · 52 · 53 · 54 · 55 · 56 · 57 · 58 · 59 · 60 · 61 · 62 · 63 · 64 · 65 · 66 · 67 · 68 · 69 · 70 · 71 · 72 · 73 · 74 · 75 · 76 · 77 · 78 · 79 · 80 · 81 · 82 · 83 · 84 · 85 · 86 · 87 · 88 · 89 · 90 · 91 · 92 · 93 · 94 · 95 · 96 · 97 · 98 · 99 · 100 · 101 · 102 · 103 · 104 · 105 · 106 · 107 · 108 · 109 · 110 · 111 · 112 · 113 · 114 · 115 · 116 · 117 · 118 · 119 · 120 · 121 · 122 · 123 · 24 · 125 · 126 · 127 · 128 · 129 · 130 · 131 · 132 · 133 · 134 · 135 · 136 · 137 · 138 · 139 · 140 · 141 · 142 · 143 · 144 · 145 · 146 · 147 · 148 · 149 · 150 · 151 · 152 · 153 · 154 · 155 · 156 · 157 · 158 · 159 · 160 · 161 · 162 · 163 · 164 · 65 · 166 · 167 · 68 · 169 · 170 · 171 · 172 · 173 · 174 · 175 · 176 · 177 · 178 · 179 · 180 · 181 · 182 · 183 · 184 · 185 · 186 · 187 · 188 · 189 · 190 · 191 · 192 · 193 · 194 · 195 · 196 · 197 · 198 · 199 · 200 · 201 · 202 · 203 · 204 · 205 · 206 · 207 · 208 · 209 · 210 · 211 · 212 · 213 · 214 · 215 · 216 · 217 · 218 · 219 · 220 · 221 · 222 · 223 · 224 · 225 · 226 · 227 · 228 · 229